# Crurofilia
Crurofilia – partializm, w którym bodźcem seksualnym są nogi. Osoba praktykująca crurofilię to crurofil.

## Tło historyczne i kulturowe
Obszary ciała uznawane za seksualnie pożądane są kształtowane przez normy społeczne i zasady ubioru. Znaczna część wiktoriańskich mężczyzn słynęła z fetyszu kolan lub kostek, co wprost wynikało z dziewiętnastowiecznej mentalności, która uznawała odsłonięte nogi w miejscach publicznych za skandaliczne.
Współcześnie fetysze związane z nogami mogą często podświadomie rozwijać się wskutek wpływu zachodnich mediów. Podczas gdy w wielu innych kulturach publiczne eksponowanie nóg jest uznawane za skandaliczne, w znacznej części zachodniego świata stało się normą. W wielu krajach świata za skromne uważa się spodenki sięgające do kolan lub poniżej nich; tymczasem w zachodnich mediach często eksponuje się uda. Badanie dotyczące seksualizacji obrazu w reklamach magazynowych wykazało, że w 2003 roku 78% kobiet w reklamach prasowych było ubranych w sposób przeseksualizowany, co w dużej mierze wynikało z kategorii „bardzo krótkich szortów”.
Powszechna społeczna akceptacja eksponowania nóg w miejscach publicznych może podświadomie wpływać na postrzeganie kobiet przez mężczyzn. W badaniu z 1981 roku zarówno mężczyźni, jak i kobiety oceniali pierwsze wrażenie kandydatek do pracy na podstawie 12 różnych strojów. Wyniki badania potwierdziły, że „mężczyźni uznawali modelki kobiece za bardziej atrakcyjne fizycznie i sympatyczniejsze, gdy miały na sobie krótkie szorty i spódniczki w porównaniu do strojów o standardowej długości”.